# Rockwell International
Pour les articles homonymes, voir Rockwell.

Schémas du X-31, conçu par Rockwell International.

Jusqu'à son démantèlement final en 2001, Rockwell International est un important conglomérat américain de la seconde moitié du XXe siècle, impliqué dans la fabrication d'avions, dans l'industrie spatiale, l'électronique de défense et commerciale, la fabrication de composants automobiles, de camions, de presses à imprimer, de soupapes, de compteurs, et l'automatisation industrielle.
Ce conglomérat est l'incarnation d'une série de sociétés créées par Willard Rockwell (en). À son apogée dans les années 1990, Rockwell International est 27e sur la liste Fortune 500, avec un actif de plus de 8 milliards de dollars et des ventes de 27 milliards de dollars.
Collins Radio Company est achetée par Rockwell International en 1973.
Rockwell International participe aux programmes Apollo, Gemini et Mercury. En 1973, il équipe le Skylab.
Les autres noms liés à Rockwell International sont North American Rockwell, Rockwell-Standard, et North American Aviation.

## Produits
Grandes productions :
- le P-51 Mustang et le bombardier B-25 Mitchell pendant la Seconde Guerre mondiale ;
- le chasseur F-86 Sabre, utilisé notamment pendant la guerre de Corée ;
- les véhicules spatiaux du programme Apollo ;
- le bombardier B-1 Lancer ;
- la navette spatiale américaine (Space Shuttle) ;
- et la plupart des satellites Navstar (Global Positioning System ou GPS).

Rocketdyne, qui est scindée par North American en 1955, est réincorporée à Rockwell en 1984 et produit actuellement, après sa revente à Boeing Integrated Defense Systems la plupart des moteurs de fusée utilisés aux États-Unis. Rockwell reprend et construit l'avion d'affaires léger précédemment connu sous le nom Aero Commander, et présente ensuite ses propres conceptions comme les Rockwell Commander 112 et 114.
La société développe une calculatrice de bureau basé sur une puce MOSFET pour l'utilisation par ses ingénieurs. En 1967, Rockwell crée sa propre usine pour les produire, à partir de ce devient plus tard Rockwell Semiconductor (en). Un des plus grands succès au début des années 1990 est le premier chipset modem à faible coût de 14,4 kbit s−1, utilisé alors dans un grand nombre de modems.

## Apogée
Avec la mort du fondateur de la société et CEO Willard Rockwell (en) en 1978 et la démission de son fils Willard Rockwell, Jr. en 1979 second CEO, Bob Anderson devient CEO et dirige l'entreprise pendant les années 1980 quand elle devient la plus grosse entreprise de défense des États-Unis et plus grand entrepreneur de la NASA. Rockwell acquiert également la société privée Allen-Bradley Société pour 1,6 milliard de dollars en février 1985 - et devient un producteur d'électronique pour l'équipement ferroviaire.
Durant les années 1980, Anderson, son directeur financier Bob DePalma et l'équipe de gestion de Rockwell placent l'entreprise au 27e rang sur la liste Fortune 500. Il se vante de ventes de douze milliards de dollars et des actifs de plus de huit milliards. Son effectif de plus de 100 000 employés est organisé en neuf divisions principales : 
- Space ;
- Aircraft ;
- Defense Electronics ;
- Commercial Electronics ;
- Light Duty Automotive Components ;
- Heavy Duty Automotive Components ;
- Printing Presses ;
- Valves and Meters ;
- Industrial Automation.

Rockwell International est alors un gros employeur dans le sud de la Californie, l'Ohio (Naval Weapons Industrial Reserve Plant, Colombus accolé à l'aéroport international de la ville), la Géorgie, l'Oklahoma, dans le Michigan, le Texas, l'Iowa, l'Illinois et la Pennsylvanie.

## Déclin
À la fin des années 1980, la société Rockwell International vend sa division Rockwell Manufacturing à British Tire and Rubber. Elle cède également sa division Imprimerie à une équipe interne.
Anderson démissionne en tant que PDG en février 1988, quitte la société et laisse la place à Donald R. Beall. L'achèvement du programme de navette spatiale et l'annulation des bombardiers B-1 conduit à une baisse des revenus et Beall cherche à diversifier les activités de la société à côté des contrats avec le gouvernement américain. La fin de la Guerre froide et la détérioration des conditions économiques accélèrent les cessions et réformes.
Après la chute du bloc soviétique, la société vend ses départements de défense et aéronautique, y compris ce qui était autrefois la North American Aviation et Rocketdyne, à Boeing Integrated Defense Systems en décembre 1996. Dans les années 1990, l'entreprise céde ses produits de semi-conducteurs Conexant Technologies (CNXT), qui est cotée en bourse et basée à Newport Beach, en Californie.
Rockwell International de sépare de sa division automobile en tant que société cotée en bourse, Meritor Automotive, basée à Troy, au Michigan, qui fusionne ensuite avec Arvin Industries pour former Arvin Meritor.
En 2001, enfin, ce qui reste de Rockwell International est scindé en deux sociétés cotées en bourse. La division Automatisation industrielle de Rockwell International est détachée pour former Rockwell Automation et la division Électronique de défense et Avionique de Rockwell International devient Rockwell Collins.